# Del Negro
Joseph Nicolas Anton Del Negro (parfois crédité simplement Negro), né le 4 avril 1929 à Manhattan et mort le 13 janvier 2015 à Majorque, est un acteur espagnol.

## Biographie
Del Negro est surtout connu pour son rôle de frère Gaspar de Carvajal dans Aguirre, la colère de Dieu de Werner Herzog.

## Filmographie
- 1964 : Les Félins de René Clément : Mick (comme Negro)
- 1966 : Paris brûle-t-il ? de René Clément : l'officier avec Chaban-Delmas (non crédité)
- 1966 : Atout cœur à Tokyo pour OSS 117 de Michel Boisrond
- 1968 : Les Ennemis (De vijanden) de Hugo Claus : Mike, le soldat américain
- 1972 : Aguirre, la colère de Dieu de Werner Herzog : frère Gaspar de Carvajal